# Operation Buffalo
Operation Buffalo è una miniserie televisiva commedia drammatica australiana scritta e diretta da Peter Duncan e trasmessa dal 31 maggio 2020 dalla ABC TV.
La serie si ispira alla vera storia dei test della bomba nucleare britannica negli anni '50 nella remota Maralinga, località situata nell'entroterra del Sud Australia.

## Trama
Il maggiore Leo Carmichael, un ingegnere dell'esercito australiano ed eroe della seconda guerra mondiale, deve mantenere il funzionamento regolare della segreta base militare. Il suo compito di testare l'arma più pericolosa del mondo non è un compito facile, aggravato dalla presenza di un generale poco motivato e distratto, "Cranky" Crankford, e la nuova meteorologa, la dottoressa Eva Lloyd-George, che insospettita inizia a fare domande al governo federale, con una stampa pronta a guardare ogni sua mossa. Nonostante la terra sia considerata "disabitata", Leo si trova di fronte una famiglia di aborigeni australiani curiosi delle nuvole giganti che di tanto in tanto esplodono.

## Puntate
| Stagione       | Puntate | Prima TV originale | Prima TV Italia |
| -------------- | ------- | ------------------ | --------------- |
| Prima stagione | 6       | 2020               | inedita         |

## Produzione
La serie composta da sei puntate è stata girata nel sud dell'Australia. Il distributore e la società di produzione francese APC Studios ha contribuito a finanziare il progetto e ha fornito una distribuzione mondiale.

## Accoglienza

### Critica
Luke Buckmaster di The Guardian ha dato alla serie un punteggio di tre stelle su cinque e l'ha descritta come «molto più che volubile: a volte divertente come una commedia, a volte efficace come un dramma, ma raramente soddisfacente come una combinazione di entrambi». Wenlei Ma di News.com.au ha scritto una recensione molto più positiva, scrivendo che «per quanto le cupe immagini di morte e distruzione possano evocare reazioni emotive, anche grazie ad una satira ben congegnata è stato possibile definire perfettamente cosa è effettivamente stata l'operazione Buffalo».